# Северновеликопольские говоры
Северновеликопо́льские го́воры (палуцкие говоры, говоры Жнина и Шубина) (пол. gwary północnowielkopolskie, gwary pałuckie) — группа говоров великопольского диалекта, распространённых на смежной территории северо-востока Великопольского воеводства и юго-запада Куявско-Поморского воеводства в исторической области Палуки (Pałuki), от названия которой говоры нередко именуются как палуцкие. Являются частью собственно великопольских говоров.
Северновеликопольские размещены в северо-восточной части ареала великопольского диалекта на границе с крайняцкими и боровяцкими говорами на севере и с куявскими говорами на востоке, с которыми северновеликопольские говоры разделяют ряд общих черт. Часть общих диалектных особенностей данного региона имеют севернопольский и восточнопольский характер — данные языковые черты, противопоставляющие северновеликопольские всем остальным собственно великопольским говорам, широко распространены и в говорах мазовецкого диалекта.

## Вопросы классификации
Территория распространения северновеликопольских говоров во всех классификациях польских диалектов включается в состав ареала великопольского диалекта. В частности в одной из первых классификаций польских диалектов, составленной К. Ничем и представленной на карте 1919 года, северновеликопольские говоры были отнесены к великопольскому наречию (пол. narzecze wielkopolskie). Северные районы Великой Польши, как обособленный диалектный регион в составе великопольского диалекта, выделяется в большинстве классификаций польских диалектов. Так, в классификации К. Нича, представленной в работе Wybór polskich tekstów gwarowych (1957), он отмечается как северо-восточный диалект (пол. dialekt północno-wschodni); в классификации С. Урбанчика выделена Северная Великопольша (пол. Wielkopolska północna); также Северная Великопольша выделена Марианом Куцалой (Marian Kucała) и Зеноном Соберайским (Zenon Sobierajski); Моника Грухманова (Monika Gruchmanowa), как и К. Нич, выделяет северный диалектный регион как северо-восточный диалект.
Различия в классификациях великопольского диалекта представлены только в очертаниях ареала, занимаемого северновеликопольскими говорами. Так, например, на картах К. Нича и М. Грухмановой границы территории распространения северновеликопольских говоров меньше продвигаются на запад, чем на картах С. Урбанчика и З. Соберайского.
Изоглоссы отсутствия мазурения и наличия звонкого типа межсловной фонетики, являющиеся основными языковыми признаками, по которым К. Нич выделил великопольский диалект, характерны и для северновеликопольских говоров.

## Область распространения
Северновеликопольские говоры распространены на севере ареала собственно великопольских говоров и в центре ареала всего великопольского диалекта. Они занимают территорию в северо-восточной части Великопольского воеводства и юго-западной части Куявско-Поморского воеводства, граничащих друг с другом. В ареале северновеликопольских говоров расположены Жнин, Ходзеж, Слесин, Шубин и другие города. С севера данные говоры граничат с территорией распространения крайняцких говоров, с востока — куявских говоров. С юга и запада к северновеликопольским примыкают центральновеликопольские говоры, на небольшом участке северновеликопольские говоры граничат с западновеликопольскими говорами.

## Общие особенности говоров
Северновеликопольские говоры разделяют все диалектные явления собственно великопольских говоров, включающие типичные западнонопольские и южнопольские диалектные особенности, а также разделяют ряд диалектных черт говоров северной части великопольского диалекта, включающих севернопольские и восточнопольские черты. Кроме того для северновеликопольских говоров характерны собственные местные диалектные явления. В числе общих для данных говоров диалектных особенностей отмечаются:
1. Отсутствие перехода eu̯ > ou̯.
2. Отсутствие чёткого различения y и i, вместо i отмечается звук yi: du̯obryi (литер. dobry «хороший»).
3. Наличие окончания -m в 1-м лице множественного числа индикатива: śeʒ́yem (литер.  siedzimy «сидим»).
4. Наличие окончания -ta в формах глаголов 2-го лица множественного числа настоящего времени.